# Diethard Kreul
Diethard Kreul (* 19. September 1937; † 30. November 2021) war ein deutscher Politiker (SPD). Er war von 1994 bis 1995 Oberbürgermeister der Stadt Bottrop.

## Leben
Diethard Kreul trat 1966 in die SPD ein. Er war Gymnasiallehrer für die Fächer Biologie und Geografie und  von 1969 bis 1974 Ratsmitglied der Gemeinde Kirchhellen sowie nach der Gebietsreform in Nordrhein-Westfalen von 1976 bis 2004 Ratsmitglied der Stadt Bottrop, von 1984 bis 1994 als stellvertretender Vorsitzender der SPD-Fraktion. Von Oktober 1994 bis November 1995 amtierte er als Oberbürgermeister und von November 1995 bis September 1999 als Bürgermeister Bottrops.

## Ehrungen
- 1984: Stadtplakette der Stadt Bottrop
- 1998: Verdienstorden der Bundesrepublik Deutschland am Bande